# Локомотив (футбольный клуб, Имишли)
«Локомотив» (азерб. Lokomotiv Futbol Klubu) — азербайджанский футбольный клуб. Сезон 2003/04 был последним годом выступления команды в премьер-лиге чемпионата Азербайджана. Из-за финансового кризиса клуб временно прекратил своё выступление в чемпионате и Кубке страны. Представлял город Имишли.

## Достижения

### Чемпионат
- Сезон 2003/04 — 14 место

### Кубок
- Сезон 2000/01 — 1/8 финала[3]
- Сезон 2001/02 — 1/8 финала[4]
- Сезон 2003/04— 1/8 финала